# 2016-os UEFA-szuperkupa
A 2016-os UEFA-szuperkupa az UEFA-szuperkupa a 41. kiírása volt, amely az előző szezon UEFA-bajnokok ligája és az Európa-liga győztesének évenkénti mérkőzése. A találkozót 2016. augusztus 9-én a 2016-os Európa-liga-győztese és a 2016-os UEFA-bajnokok ligája-döntőjének győztese játszotta.

## Helyszín
Az UEFA döntése értelmében a mérkőzést a trondheimi Lerkendal Stadionban játsszák.

## Résztvevők
A két résztvevő csakúgy mint 2014-ben, a 2015–2016-os UEFA-bajnokok ligája győztese, a Real Madrid korábban 1998-ban, 2000-ben, 2002-ben, és 2014-ben játszott UEFA-szuperkupa döntőt, mindannyiszor a BL győzteseként, de ebből csak 2002-ben, és 2014-ben tudott nyerni, valamint a  2015–2016-os Európa-liga győztese, a Sevilla 2006-ban és 2007-ben az UEFA-kupa győzteseként szerepelt az UEFA-szuperkupa döntőben. A 2006-os döntőt megnyerte.

## A mérkőzés
| 2016. augusztus 9. 20:45 (CEST) |

| Real Madrid                           | 3–2               | Sevilla FC                         |
| ------------------------------------- | ----------------- | ---------------------------------- |
| Asensio 21' Ramos 90+3' Carvajal 119' | (1–1) Jegyzőkönyv | Vázquez 41' Konopljanka 72' (bün.) |

| Lerkendal Stadion, Trondheim Játékvezető: Milorad Mažić (szerb) |